# Ambohitra (berg)
De Ambohitra of Amber is een berg in het noorden van Madagaskar, gelegen in de regio Diana. De berg bevindt zich in het Noordelijk Hoogland, in het Nationaal park Montagne d'Ambre. Hij heeft een hoogte van 1.475 meter en scheidt het noorden van de rest van het eiland. Om akkerbouw en veeteelt mogelijk te maken is een groot deel van het grondgebied op de Ambohitra ontbost, waardoor bodemerosie is ontstaan.
Op de berg bevindt zich de waterval Antomboka.

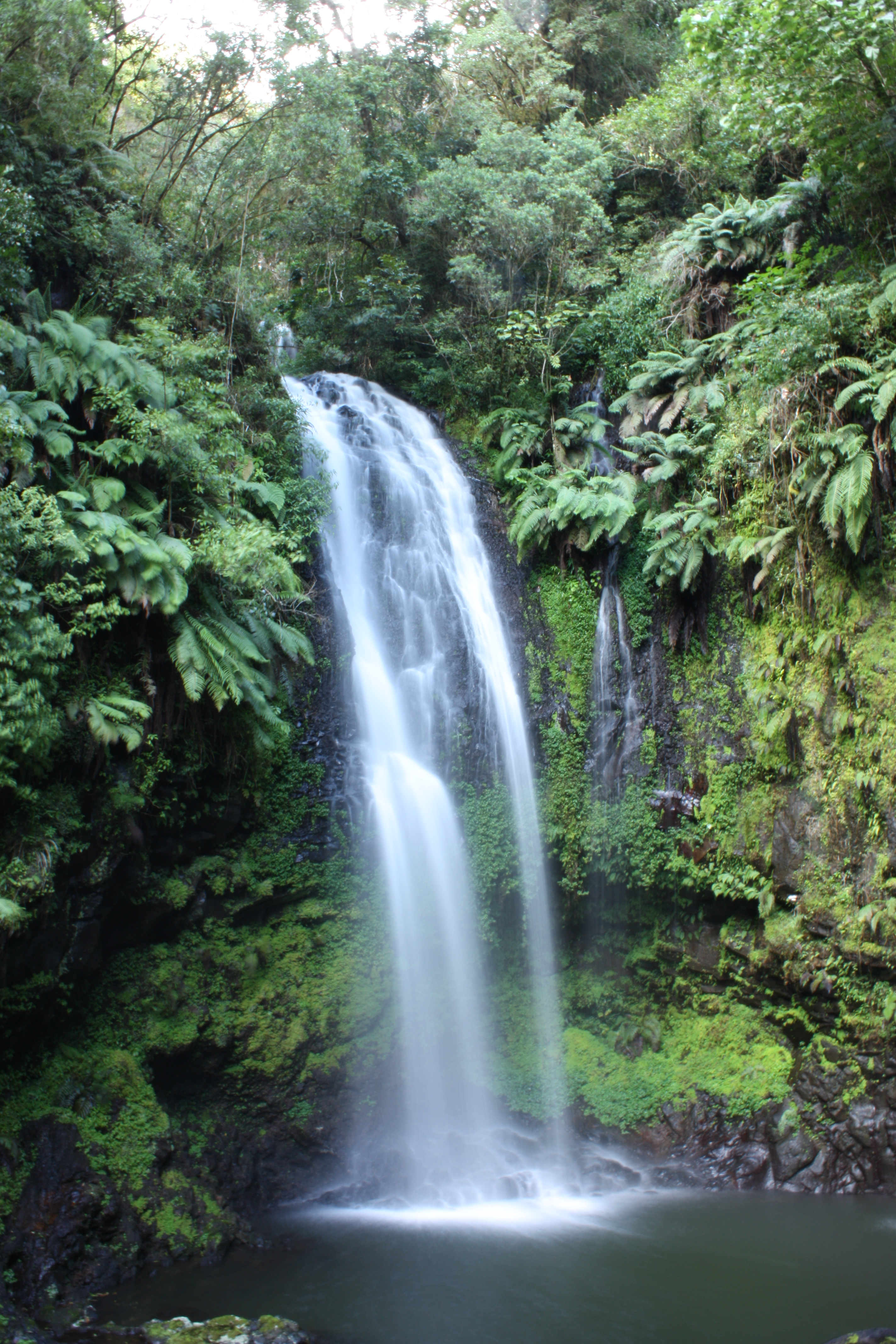
De waterval Antomboka op de berg.